# Slavjanin
Slavjanin je prvi brod koji je u novijoj povijesti zaplovio pod crnogorskom zastavom. Zapravo je riječ o jahti koju je knez Nikola I. Petrović naoručio 1873. i koja je dvije godine kasnije bila izgrađena. 
Do Dubrovnika je Slavjanina dovukao ruski bojni brod a odatle je, pod crnogorskom zastavom, otplovio u Boku kotorsku. U to vijeme Kneževina Crna Gora nije imala teritorijalnog izlaza na Jadransko more, pa je Slavjanin rijekom Bojanom prebačen do Skadra (Albanija, tada u sastavu Osmanskoga carstva). No, osmanske su vlasti tu brod zadržale. Nakon diplomatskih konzultacija, ipak je Slavjanin, desetak dana kasnije, uplovio u crnogorski dio Skadarskoga jezera.
Slavjanina su u Crnogorci zvali vaporčić. Brod je rabljen do 1888. kada je kupljen veći.